# Sana hadművelet
A Sana hadművelet (bosnyákul: Operacija Sana) volt a Bosznia-Hercegovinai Köztársaság hadseregének (Armija Republike Bosne i Hercegovine – ARBiH) utolsó katonai offenzívája Nyugat-Bosznia-Hercegovinában, egyben a boszniai háború utolsó jelentős csatája. 1995. szeptember 13-án Bihács környékéről indították a Boszniai Szerb Köztársaság hadserege (Vojska Republike Srpske – VRS) ellen, Bosanski Petrovac, Sanski Most és Bosanska Krupa felé nyomulva előre. Ezzel egy időben a horvát hadsereg (Hrvatska vojska – HV) és a Horvát Védelmi Tanács (Hrvatsko vijeće obrane – HVO) bevonta a VRS-t a délkeleti irányban lévő Misztrál–2 hadműveletbe. A kezdeti 70 kilométeres előretörés után a VRS-erősítésnek Sanski Most és Novi Grad mellett sikerült megállítania az ARBiH-ot, majd egy ellentámadás során megfordította a hadművelet állását. Miután az ARBiH 5. hadtestének egy részét Ključ város környékén vereség fenyegette, az ARBiH a HV-től kért segítséget. A HV és a HVO válaszul elindította a Déli Mozdulat hadműveletet, elhárítva a VRS nyomását Ključ felől, és lehetővé téve a 7. hadtesttel megerősített 5. hadtestnek, hogy folytathassa előrenyomulását és október 12-re, amikorra átfogó tűzszünet lépett érvénybe az egész országban, elfoglalja Sanski Mostot. A harc további nyolc napig folytatódott anélkül, hogy a frontvonalon jelentős változások történtek volna. A harcok nem folytatódtak, és a háború a következő hónapban, a daytoni békeszerződés tárgyalását és elfogadását követően véget ért.
A hadművelet a „Megfontolt Erő” kódnéven futó VRS elleni NATO légihadjárat során indult, amely kezdetben Szarajevó térségében, majd az ország más részein is támadta a boszniai szerb légvédelmet, tüzérséget és katonai raktárakat. Az egyidejű HV és HVO offenzívák mellett futó Sana hadművelet vitát váltott ki a katonai elemzők között arról, hogy vajon a szárazföldi támadások vagy a NATO légicsapásai voltak-e inkább felelősek a boszniai háború befejezéséért. Az is kérdéses volt, hogy az ARBiH, a HVO és a HV előrenyomulását mennyiben segítették a légicsapások, és fordítva, milyen mértékben akadályozták a VRS-t.

## Háttér
Mivel a Jugoszláv Néphadsereg (Jugoslovenska narodna armija – JNA) a Vance-terv elfogadását és végrehajtásának megkezdését követően kivonult Horvátországból, 55 000 Bosznia-Hercegovinában született tisztét és katonáját az újonnan felállított boszniai szerb hadsereghez vezényelték át, amelyet később a Boszniai Szerb Köztársaság hadserege (Vojska Republike Srpske – VRS) névre kereszteltek át. Ez az újjászervezés a Bosznia-hercegovinai Szerb Köztársaság 1992. január 9-i kikiáltását követte, amely megelőzte a Bosznia-Hercegovina függetlenségéről 1992. február 29. és március 1. között megtartott népszavazást. Bosznia-Hercegovina függetlenségi nyilatkozatát később a boszniai szerbek a boszniai háború ürügyeként hozták fel. A boszniai szerbek 1992. március 1-jén kezdték meg a főváros, Szarajevó és más területek megerősítését. A következő napon Szarajevóban és Dobojban már fel is jegyezték a háború első halálos áldozatait. Március utolsó napjaiban a boszniai szerb erők tüzérséggel lőtték a szávaparti Bosanski Brodot, aminek eredményeként a HV 108. dandárja határon átnyúló hadműveletébe kezdett. 1992. április 4-én a JNA tüzérsége megkezdte Szarajevó ágyúzását. Más példák is voltak arra, hogy a JNA közvetlenül támogatta a VRS-t, így például Zvornik elfoglalásakor 1992. április elején, amikor a JNA átlőve a Drina folyót, tüzérségi támogatást nyújtott a számukra Szerbiából. Ugyanakkor az ország más részein, tárgyalásokat szervezve a JNA megpróbálta enyhíteni a helyzetet.
A JNA és a VRS Bosznia-Hercegovinában szembeszállt a Bosznia-Hercegovinai Köztársaság hadseregével és a Horvát Védelmi Tanáccsal, amelynek a hadműveleteit nemcsak a boszniai horvát vezetés, hanem alkalmanként a HV is támogatta. Április végén a VRS 200 000 katonát, több száz harckocsit, páncélozott szállítójárművet (APC) és tüzérségi eszközt tudott bevetni. A másik oldalon a HVO és a Horvát Védelmi Erők (Hrvatske obrambene snage – HOS) hozzávetőleg 25 000 katonát és egy maroknyi nehézfegyvert tudott kiállítani, míg az ARBiH közel 100 000, nagyrészt felkészületlen katonával rendelkezett, amelyeknek kevesebb mint fele volt ellátva kézi lőfegyverekkel, nehézfegyvereik pedig gyakorlatilag nem voltak. A különböző erők felfegyverzését akadályozta az Egyesült Nemzetek Szervezetének (ENSZ) 1991 szeptemberében bevezetett fegyverembargója. 1992. május közepére, amikor azok a JNA-egységek, amelyek nem kerültek át a VRS-be, kivonultak Bosznia-Hercegovinából az újonnan kikiáltott Jugoszláv Szövetségi Köztársaságba, a VRS Bosznia-Hercegovina területének körülbelül 60 százalékát ellenőrizte. Az ellenőrzés mértékét az év végére az ország mintegy 70 százalékára terjesztették ki.

## Előzmények
1995-re az ARBiH és a HVO jobban szervezett erőkké fejlődtek, amelyek viszonylag nagyszámú tüzérségi eszközzel és erős védelmi létesítményekkel rendelkeztek. A VRS még ott sem volt képes áthatolni védelmükön ahol, mint például az orašjei csatában 1995 májusában és júniusában erői jó taktikát alkalmaztak. 1995 augusztusában, miután Horvátországban a horvátországi szerbek által ellenőrzött területeinek többsége a Vihar hadművelet során elveszett, a HV tevékenységének fókuszát Nyugat-Boszniára felé helyezte át. A váltást az a szándék motiválta, hogy a horvát határ mentén biztonsági zónát hozzanak létre, Horvátországot regionális nagyhatalommá tegyék, és a boszniai háború végét kikényszerítve megszerezzék a Nyugat kegyeit is. Bosznia-Hercegovina kormánya üdvözölte a lépést, mivel az hozzájárult Nyugat-Bosznia, valamint a legnagyobb boszniai szerbek által birtokolt város, Banja Luka megszerzéséhez.
1995 augusztusának utolsó napjaiban a NATO „Megfontolt Erő” néven légi hadjáratot indított a VRS ellen. A hadműveletet az augusztus 28-iki második markalei mészárlásra válaszul indították, amely a srebrenicai mészárlás nyomán következett be. A légicsapások augusztus 30-án kezdődtek. Kezdetben a VRS légvédelmét vették célba és Szarajevó melletti célpontokat bombáztak. A kampányt szeptember 1-jén rövid időre felfüggesztették, majd a város körüli a tüzérségi és raktári létesítményekre is kibővítették. A bombázás szeptember 5-én folytatódott, és mivel a NATO majdnem kimerítette a Szarajevó melletti célpontokat, hatókörét szeptember 9-ig kiterjesztették a Banja Luka melletti VRS légvédelemre is. Szeptember 13-án a boszniai szerbek elfogadták a NATO követelését egy Szarajevó körüli biztonsági zóna létrehozására és a NATO a hadjáratot beszüntette.
Mivel a NATO-bombázás általában a VRS Szarajevó környéki állásait célozta, Nyugat-Bosznia térsége, a VRS, a HVO vagy az ARBiH által Bihács, Drvar és Glamoč közelében indított támadásait kivéve a Vihar hadművelet után viszonylag nyugalomban volt. Abban az időben a HV, a HVO és az ARBiH közös offenzívát tervezett a régióban. Az ARBiH, a HV és a HVO Misztrál–2 hadművelete szeptember 8-án indult azzal a céllal, hogy elfoglalja Jajca, Šipovo és Drvar városokat. Miközben az ARBiH 7. hadteste a HV jobb szárnyán haladt előre, a HVO Donji Vakuf felé nyomult. Szeptember 14-re mind a négy várost elfoglalták, és a 7. hadtest megkezdte csapatai jelentős részének áthelyezését az ARBiH 5. hadtestéhez Bihács térségébe.

## A szembenálló erők
Az elsődleges célt, Bosanska Krupa, Bosanski Petrovac, Ključ és Sanski Most elfoglalását az Atif Dudaković parancsnoksága alatt álló 15 000 fős ARBiH 5. hadtest kapta. Dudaković nyolc dandárját két hadműveleti csoportra (OG) osztotta. Az OG „Dél”, amely az 501. hegyi, 502. hegyi, 510. független és 517. könnyű dandárból állt, 5. katonai rendőri zászlóalj elemeivel kiegészítve, Dudaković parancsnoksága alatt állt. Az 503. hegyi, az 505. hegyi, az 506. független és az 511. hegyi dandárból álló OG „Észak” parancsnoki tisztségét Mirsad Selmanović tábornok kapta. A hadművelet megkezdésekor az OG „Dél” részére a HV tüzérsége tűztámogatást nyújtott.
A másik oldalon a VRS Radivoje Tomanić vezérőrnagy által irányított 2. krajinai hadteste és a Momir Zec vezérőrnagy által irányított 1. krajnai hadtest 30. gyalogos hadosztálya állt. Tomanić, aki Drvarban állította fel főhadiszállását, a teljes nyugat-Boszniai VRS-erők parancsnoka volt. Tomanić és Zec körülbelül 22 000 katonából álló együttes haderőt irányítottak. Mivel a szerb erőknek az ARBiH, valamint az egyesített HV és HVO haderő ellen is kellett védekeznie, azt jelentette, hogy a VRS az ARBiH 5. hadtesttel szemben mindössze 8000 katonát tudott kiállítani. Ezt létszámot hat könnyű gyalogsági dandárba szervezték, amelyek a Grabež-fennsíkon, valamint Bosanska Krupa és Bosanska Otoka közelében állomásoztak.

## A hadművelet

### Kezdeti hadmozdulatok
Az ARBiH szeptember 13-án indította meg előrenyomulását Bihácsból a Sana folyó felé. A kezdeti előrenyomulást az 502. hegyi dandárral az élén a „Dél” csoport vállalta magára, és a várostól délre található Grabež-fennsíkon lévő VRS-állások ellen támadott. A VRS nem sokáig állt ellen a HV tüzérségi tüze által támogatott bosnyák rohamnak, és a területről menekülő civilekkel együtt dél felé, Bosanski Petrovac felé kezdett visszavonulni. A visszavonuló VRS-erőket üldözve az ARBiH másnap elfogta Kulen Vakufot, szeptember 15-én pedig Bosanski Petrovacot. Ugyanezen a napon az ARBiH Bosanski Petrovactól mintegy 12 km-re délkeletre csatlakozott a HV erőihez. A HV a Misztrál–2 hadművelet részeként elfoglalta Drvart, és elérte az Oštrelj-hágót. A nem várt találkozás következtében azonban mindkét erő összetévesztette a másikat a szerbekkel, ami baráti tűzhöz vezetett.
Annak ellenére, hogy az ARBiH előrenyomulása által létrehozott kiugrás bal szárnya sebezhető volt, a VRS nem tudta kihasználni a lehetőséget, mert a területen nem rendelkezett tartalékokkal. Szeptember 15-én megkezdődtek a kiugrás kiszélesítésére tett erőfeszítések. Megindult az „Észak” csoport támadása Bosanska Krupa és Otoka ellen, amelyet az 503., 505. és 517. dandár vezetett. Ezzel egy időben a „Dél” csoport haderejét a 7. hadtesttől érkező erősítésekre számítva Bosanski Petrovacba csoportosították át. Az átcsoportosítás egy új hadműveleti csoport, az OG „Közép” létrehozását jelentette, amely az 502., 505., 506. és 517. dandárokból állt, amelyek mindegyikét korábban a két meglévő „Észak” és „Dél” csoporthoz osztották be. A „Dél” csoport 501. és 510. dandárja folytatta előrenyomulását, és szeptember 17-én elfoglalta Ključot, mellyel a hadművelet kezdete óta 70 km-t tett meg előre. Ugyanezen a napon az „Észak” csoport elfoglalta Bosanska Krupát és Otokát, és az 510. dandárt is áthelyezték a „Közép” csoportba. Ezzel a Sana hadművelet első szakasza befejeződött. 
A „Közép” csoport megkezdte előrenyomulását Sanski Most felé a VRS 1. Drvar és az 1., 2. és 3. Drina gyalogdandárai ellen, amelyek a Misztrál–2 hadművelet végén Drvarból kivonuló VRS-egységek maradványai voltak. Az „Észak” csoport a „Közép” csoport bal szárnyán, a VRS 1. Novigradi és a 11. Krupai dandárjával, valamint a volt drvari helyőrséggel szemben Novi Grad, valamint Sanski Most felé mozgott. A „Dél” csoport, amelyet az 501. dandár és a 7. hadtesttől áthelyezett 17. Krajinai hegyi dandár kivételével megfosztottak minden egységétől, azt a feladatot kapta, hogy foglalja el a „Közép” csoport jobb szárnyán fekvő Mrkonjić Gradot.
Amikor az ARBiH szeptember 18–19-én megközelítette Novi Gradot és Sanski Mostot, az 1. Krajinai hadtest Radmilo Zeljaja ezredes vezette 14 000 fős Prijedori 10. hadműveleti csoportjával találta szembe magát, akiket 2000 Szerbiából érkezett katona is támogatott. Utóbbiak közé tartozott a Szerb Önkéntes Gárda (Srpska dobrovoljačka garda – SDG), Arkan vezetésével, és a szerb Állambiztonsági Szolgálat Vörössapkásai. Az összegyűlt Prijedori 10. csoport és a szerb csapatok mögé a VRS 2. hadteste is újra felsorakozott. Ahogy az ARBiH közeledett a két városhoz, a HV Bosanska Dubica, Bosanska Kostajnica és Novi Grad közelében szeptember 18-án elindította az Una hadműveletet, és Dvor közelében több ponton is átkelt az Una folyón. A HV-nek sikerült több kis hídfőt létesítenie a folyó jobb partján, de a rossz tervezés miatti nagy veszteségek miatt a hadműveletet kétnapi harc után leállították.

### A szerb ellentámadás
Szeptember 20–22-én a VRS 5. Kozara és a 6. Sanska dandárjának körülbelül 6 km-re sikerült visszaszorítania az ARBiH „Közép” csoportját, míg az „Észak” csoport egyes részeinek ki kellett vonulniuk bizonyos elfoglalt területekről. Az „Észak” csoport az erős ellenállással szemben is folytatni tudta előrenyomulását Novi Grad közelében és Ljubija felé. Szeptember 22-én Ratko Mladić a VRS parancsnoka megszakította belgrádi gyógykezelését, hogy visszatérjen Banja Lukába, és közvetlenebbül irányítsa a szerb csapatokat. A VRS legfelsőbb parancsnokai és Mladić közötti találkozón elhatározták az általános mozgósítást és hadtestszintű hadbíróságok felállítását, egyúttal – annak ellenére, hogy a Szerb Köztársaság belügyminisztériuma hívta őket, és Radovan Karadžić, a Boszniai Szerb Köztársaság elnöke adta meg számukra a felhatalmazást, – kérelmezték a Szerb Önkéntes Gárda kivonását a területről. Végül ellentámadási parancsot adtak ki az elvesztett terület visszaszerzésére.
Az ellentámadás szeptember 23-ról 24-re virradó éjszaka kezdődött, amikor a VRS 65. védelmi ezrede, a 16. Krajinai és a 43. gépesített dandár, valamint a Szerb Önkéntes Gárda csapatai megtámadták az ARBiH „Észak” hadműveleti csoportját. A harc, melyet Mladić személyesen felügyelt hat napig tartott. A VRS erők visszaszorították az ARBiH erőit Bosanska Krupa és Otoka felé, de az előrenyomulást le kellett állítani, hogy az erőket Mrkonjić Grad védelmére csoportosítsák át. Október 1-jére a „Dél” csoport visszaszorította a VRS 17. Ključi dandárát, és 3 km-re megközelítette Mrkonjić Gradot. A 16. gépesített dandárt Milenko Lazić ezredes, a 30. hadosztály 2 csoportjának parancsnoksága alatt Bosanska Krupából Mrkonjić Gradba helyezték át. 
A 2. csoport a Szerb Önkéntes Gárda, a Vörössapkások, a boszniai szerb különleges rendőrdandár és az 1. páncélosdandár legalább egy zászlóalja támogatásával megkezdte az ARBiH „Dél” csoport visszaszorítását északnak, Ključ felé. A „Dél” csoport erősítésül csak egy további független zászlóaljat kapott a 7. hadtesttől. A megerősített VRS 5. Kozara és 6. Sanska gyalogdandárja (Prijedor hadműveleti csoport néven) Sanski Mosttól délre indult Ključ felé, hogy befejezze a „Dél” csoport megsemmisítését célzó bekerítést. Az ellentámadás október 3-ára lendületet kapott, és a VRS három napon belül Ključot 1 km-en belülre megközelítve, 17 km-t haladt előre. A 16. gépesített dandárt ismét átcsoportosították, ezúttal a VRS-állások megerősítésére Ozren-hegység melletti Doboj mellé. A fennmaradó VRS-erőket a 2. hadtest 2. felderítő szabotázs különítményével erősítették meg, és folytatták támadásaikat Ključ ellen, de október 8–9-ig csak kis előrehaladást értek el, mivel a „Dél” csoport a 7. hadtesttől, különösen a 707. és 717. dandárral további erősítést kapott. Mivel Ključ még mindig veszélyben volt, az ARBiH a HV és HVO segítségét kérte.

### Sanski Most bevétele
A HV és a HVO megállapodtak abban, hogy a ključi helyzet enyhítésére a Déli mozdulat hadművelet keretében segítséget nyújtanak az ARBiH-nak. Ebben a hadműveletben a HV és a HVO 11 000–12 000 katonát állított ki, akik enyhítve a ključi ARBiH-ra nehezedő nyomást a három VRS-dandártól elfoglalták Mrkonjić Gradot. A HV és a HVO ezután elfoglalta a Bočac vízierőművet, az utolsó megmaradt elektromos áramforrást, amely Nyugat-Bosznia-Hercegovinában a boszniai szerbek rendelkezésére állt. Október 11-én a HV és a HVO elért egy Banja Lukától délre 25 km-re délre, a Manjača-hegységben levő pontot.
Október 9-ig az ARBiH 5. hadteste hozzávetőleg 10 000 katonát kapott erősítésként, köztük az ARBiH gárdadandárt, a 17. Krajinai hegyi, a 717. hegyi, a 708. könnyű hegyi és a 71. dandárt, valamint a 7. felderítő-szabotázszászlóaljat. A „Közép” hadműveleti csoportot a gárdadandárral erősítették meg, amely a „Dél” csoport 501. dandárját is megkapta, így az utóbbi öt olyan dandárból állt, amelyek korábban a 7. hadtestnek voltak alárendelve. Október 9-én az 5. hadtest újabb támadást indított Sanski Most felé, a „Közép” csoportot és a „Dél” részeit alkalmazva a város elfoglalására. Az 502. és 510. dandár által vezetett támadás áthatolt a 15. Bihácsi és a 17. Ključi dandár által vezetett VRS-védelmen, és arra kényszerítette Zeljaját, hogy magába a városba vonja vissza csapatait annak érdekében, hogy elkerülje a bekerítést. Október 10-én a VRS 43. gépesített és 11. Dubicai dandár elemei Sanski Most külterületén sikertelen kísérletet indítottak az ARBiH előrenyomulásának megállítására. Az 502. dandár, a gárdadandár és az 5. katonai rendőrzászlóalj ezt követően elfoglalta a várost. Annak ellenére, hogy a tervek szerint október 12-én tűzszünetnek kellett volna életbe léptetni Bosznia-Hercegovinában, a „Közép” csoport Sanski Mosttól északkeletre folytatta előrenyomulását, és a VRS 43. gépesített dandár zömét összecsapások sorozatában támadta. Ezek a harcok alig változtak a két fél által birtokolt területen október 20-ig, amikor a harcok megszűntek.

## Következmények
A Sana hadművelet, valamint a Misztrál–2 hadművelet kulcsfontosságú volt a boszniai háború utolsó heteiben a VRS-re gyakorolt nyomásgyakorlásban. A Központi Hírszerző Ügynökség összehasonlító elemzése a Megfontolt Erő, a Sana és a Misztrál–2  hadműveletnek VRS-re gyakorolt hatásairól megállapította, hogy a NATO-kampány nem rontotta annyira a VRS harcképességét, mint ahogy azt eredetileg feltételezték, mivel a légicsapások sohasem elsősorban a helyszínen telepített egységekre irányultak, hanem a boszniai szerb hadsereg parancsnoki és irányítási infrastruktúráját vették célba. Az elemzés arra a következtetésre jutott, hogy míg a NATO lerontotta a VRS képességeit, addig a legtöbb kárt számukra a végső HV, HVO és ARBiH offenzívák okozták. Megállapította továbbá, hogy ezek az offenzívák, nem pedig a NATO-bombázások képezték az utolsó lökést a boszniai szerbek tárgyalóasztalhoz ültetéséhez és a háború befejezéséhez. Robert C. Owen szerző ezzel szemben azzal érvel, hogy a HV, a HVO és az ARBiH nem jutott volna előre olyan gyorsan, ha a NATO nem avatkozott volna be, és nem akadályozta volna a VRS nagy hatótávolságú kommunikációját.
A Sana hadművelet és a Déli Mozdulat hadművelet az ARBiH és a HVO, valamint a VRS által ellenőrzött területek 51–49%-os megoszlását hozták létre. Az ARBiH, a HVO és a HV végül hozzájárult az október 12-i tűzszünet fenntartásához. A brit történész Marko Attila Hoare szerint a kialakult helyzetbe való belenyugvásukat a nyugat hatalmas diplomáciai nyomása, valamint a fegyverszünet megszegése esetén az ARBiH elleni állítólagos amerikai légicsapásokkal való fenyegetés biztosította. A boszniai háború azzal ért véget, hogy 1995 novemberében minden fél elfogadta a daytoni békeszerződést.
Az offenzívában az ARBiH-nak 178 halottja, 588 sebesültje és 41 fogságba esett katonája volt. A boszniai szerbek részéről 900-an haltak meg és több mint 1000-en megsebesültek. Szeptemberben és októberben 6500 Banja Luka vagy Prijedor térségében élő bosnyák és horvát civilt üldöztek el otthonaikból a boszniai szerb erők. A terület ellenőrzésének megváltozása lehetővé tette a hozzáférést két tömegsírhoz is Sanski Most közelében, amelyekben a boszniai szerb erők által 1992 áprilisában megölt 300 civil holttestét rejtik.
A Sana hadművelet a közel egyidejű Misztrál–2 hadművelettel együtt a korábban a VRS által ellenőrzött területekről nagyszámú szerb menekültet generált. Boszniai szerb források 1995 szeptemberében körülbelül 40 000 menekültről számolnak be, amely magában foglalja Jajca, Šipovo, Mrkonjić Grad és Donji Vakuf városok teljes mai boszniai szerb lakosságát, akik elmenekültek vagy evakuálták őket. Az idő szerint az ENSZ szarajevói szóvivője 20 000-re becsülte a menekültek számát. Az októberi harcok következtében további 30 000–40 000 menekült menekült el Sanski Mostból, további 10 000 pedig Mrkonjić Grad a környékéről.

## Fordítás
- Ez a szócikk részben vagy egészben  az   Operation Sana című angol Wikipédia-szócikk ezen változatának fordításán alapul.  Az eredeti cikk szerkesztőit annak laptörténete sorolja fel. Ez a jelzés csupán a megfogalmazás eredetét és a szerzői jogokat jelzi, nem szolgál a cikkben szereplő információk forrásmegjelöléseként.